# フィリックス (1997年版)
フィリックス（The Twisted Tales of Felix the Catまたは、The New Adventures of Felix the Cat、放送前：The Twisted Adventures of Felix the Cat) は、フィリックス・ザ・キャットを題材としたアメリカ合衆国のテレビアニメ。制作はフィルム・ローマン。
アメリカ合衆国では1995年9月9日から1997年11月25日までCBSで行われた。この作品は、1958年にオットー・マスマーの元助手であるジョー・オリオロらが制作した『とびだせフィリックス』につぐフィリックスのテレビアニメであり、ジョーの息子ドン・オリオロは、メインテーマ作曲という形でこの作品の制作に参加している。この番組はシュールな設定やオフビートなキャラクター描写といった様々な点において、無声映画時代の作品に通ずるところがある。この番組のフィリックスは30年代から50年代の作品にみられた幼くて純情な感じはせず、いたずらっぽく大人びた感じがする。ただし、50年代の作品にあった魔法のかばんやポインデクスターはこの作品にも登場する。このような作風になったのは、奇抜な作風で有名なコメディ作家のマーティン・オルソンとジェレミー・クレイマーが物語の骨子と台本を作り上げたからである。
フィル・ローマンの制作総指揮の元でティモシー・ビョークランドがプロデュースを行った。また、この作品はフィルム・ローマン史上、最も高予算なアニメになったという。
BGMおよびエンディングテーマの作曲・演奏はクラブ・フット・オーケストラ（音楽監督：Gino Robair、指揮者：Deirdre McClure）が行っている。この番組から何話かがBMGビデオとユニバーサル・スタジオ・ホームエンターテイメントによってビデオリリースされ、うち13話がYouTubeに投稿された。なお、日本では1997年から衛星アニメ劇場で放送され、1997年にVHSがリリースされたが、2010年現在、日本においてこのシリーズのDVD化の情報はない。

## 登場人物
フィリックス（Felix the Cat）
声 - トム・アドコックス＝エルナンデス →チャーリー・アドラー、日本語版 - 中尾隆聖
ポインデクスター
声 - キャム・クラーク（1995年のみ）、ロブ・ポールセン（※Space Caseのみ）、日本語版 - 不明
教授
ジェフ・ベネット
マスターシリンダー
声、日本語版 - 楠見尚己
ロスコ
声 - フィル・ヘイズ、日本語版 - 荒川太郎
フィリックスの友人。
キャンディ
声 - ジェニファー・ヘイル、日本語版 - 不明
シバ
声 - クリー・サマー、日本語版 - 不明
フィリックスの友人である白猫。
- その他 - 堀内賢雄、大竹宏、池田秀一、坂本千夏、岡本麻弥、北村弘一、青森伸、千田光男、鈴木れい子、緒方賢一

## スタッフ
- プロデューサー：ティモシー・ビョークランド
- 製作総指揮：フィル・ローマン

## サブタイトル
アメリカ合衆国での放送順に準拠する
| アメリカ合衆国での放送日 | 邦題? 原題                                       | ストーリー                                         | 脚本                                                                                           | 監督                                         |
| ------------------------ | ------------------------------------------------ | -------------------------------------------------- | ---------------------------------------------------------------------------------------------- | -------------------------------------------- |
| 1995年9月16日            | Space Time Twister                               | マーティン・オルソン                               | マーティン・オルソン、リン・ネイラー、Stephan DeStefano、ティモシー・ビョークランド            | リン・ネイラー                               |
| 1995年9月16日            | Guardian Idiot                                   | マーティン・オルソン                               | マーティン・オルソン、Dominic Polcino、Christopher Moeller、ティモシー・ビョークランド         | Dominic Polcino                              |
| 1995年9月16日            | Don't String Me Along                            | ジェレミー・クレイマー                             | ジェレミー・クレイマー、ロビン・スティール、クリスチャン・ローマン、ティモシー・ビョークランド | ロビン・スティール                           |
| 1995年9月23日            | Attack of the Tacky                              | Bob Koch                                           | Bob Koch                                                                                       | Bob Koch                                     |
| 1995年9月23日            | Mars Needs Felix                                 | ジェレミー・クレイマー                             | ジェレミー・クレイマー、ミルトン・ナイト、Michael Polcino                                      | ミルトン・ナイト                             |
| 1995年9月23日            | Step Right Up                                    | ジェレミー・クレイマー                             | ジェレミー・クレイマー、Dominic Polcino、Chris Moeller                                         | Dominic Polcino                              |
| 1995年9月30日            | Now Playing - Felix                              | ジェレミー・クレイマー、ティモシー・ビョークランド | ジェレミー・クレイマー、リン・ネイラー、 Stephan DeStefano                                     | リン・ネイラー                               |
| 1995年9月30日            | Jailhouse Shock                                  | ジェレミー・クレイマー、ティモシー・ビョークランド | ジェレミー・クレイマー、フィル・ロビンソン、Bob Koch,ティモシー・ビョークランド                | フィル・”ワイルドブレイン”・ロビンソン       |
| 1995年9月30日            | The Manhattan Triangle                           | ジェレミー・クレイマー、ティモシー・ビョークランド | マーティン・オルソン                                                                           | ブレア・ピーターズ                           |
| 1995年10月7日            | The Petrified Cheese                             | マーティン・オルソン, ティモシー・ビョークランド   | マーティン・オルソン                                                                           | Chris Bartleman                              |
| 1995年10月7日            | Middle Aged Felix                                | Bob Koch                                           | Bob Koch                                                                                       | Bob Koch                                     |
| 1995年10月7日            | Felix in Psychedelicland                         | ジェレミー・クレイマー、マーティン・オルソン       | ジェレミー・クレイマー、マーティン・オルソン、クリスチャン・ローマン、ロビン・スティール       | ロビン・スティール                           |
| 1995年10月14日           | シバの誕生日? Forever Rafter                     | ジェレミー・クレイマー                             | ジェレミー・クレイマー、ミルトン・ナイト、Michael Polcino                                      | ミルトン・ナイト                             |
| 1995年10月14日           | Now Boarding                                     | ジェレミー・クレイマー                             | ジェレミー・クレイマー、ジョン・スティーンブンソン、ティモシー・ビョークランド                 | ジョン・スティーンブンソン                   |
| 1995年10月14日           | Felix Breaks the Bank                            | Bob Koch                                           | Bob Koch                                                                                       | Bob Koch                                     |
| 1995年10月21日           | Order of the Black Cats                          | ジェレミー・クレイマー、マーティン・オルソン       | ジェレミー・クレイマー、マーティン・オルソン                                                   | ジェレミー・クレイマー、マーティン・オルソン |
| 1995年10月21日           | Noah's Nightclub                                 | マーティン・オルソン                               | マーティン・オルソン                                                                           | マーティン・オルソン                         |
| 1995年10月21日           | 金鉱さがし? Felix's Gold Score                   | ジェレミー・クレイマー                             | ジェレミー・クレイマー、ミルトン・ナイト、リン・ネイラー                                       | ミルトン・ナイト                             |
| 1995年10月28日           | The Earth Heist                                  | マーティン・オルソン                               | マーティン・オルソン                                                                           | マーティン・オルソン                         |
| 1995年10月28日           | The Sludge King（2部構成）                       | マーティン・オルソン、ティモシー・ビョークランド   | マーティン・オルソン、ティモシー・ビョークランド                                               | ティモシー・ビョークランド                   |
| 1995年11月4日            | Shocking Story                                   | マーティン・オルソン                               | マーティン・オルソン                                                                           | マーティン・オルソン                         |
| 1995年11月4日            | Space Case                                       | マーティン・オルソン                               | マーティン・オルソン                                                                           | マーティン・オルソン                         |
| 1995年11月4日            | 時はやさしく? Love at First Slice                | マーティン・オルソン                               | マーティン・オルソン                                                                           | マーティン・オルソン                         |
| 1995年11月9日            | Felix in Nitedrop Land                           | マーティン・オルソン                               | マーティン・オルソン                                                                           | マーティン・オルソン                         |
| 1995年11月9日            | Shocking Story                                   | マーティン・オルソン                               | マーティン・オルソン                                                                           | マーティン・オルソン                         |
| 1995年11月9日            | Space Case                                       | マーティン・オルソン                               | マーティン・オルソン                                                                           | マーティン・オルソン                         |
| 1995年11月11日           | Peg Leg Felix                                    | マーティン・オルソン                               | マーティン・オルソン                                                                           | マーティン・オルソン                         |
| 1995年11月11日           | オバケのダイエット? Gross Ghost                  | マーティン・オルソン                               | マーティン・オルソン                                                                           | マーティン・オルソン                         |
| 1995年11月11日           | Felix's Big Splash                               | Bob Koch                                           | Bob Koch                                                                                       | Bob Koch                                     |
| 1995年11月18日           | ミートボールとどけます? The Five Minute Meatball | マーティン・オルソン                               | マーティン・オルソン                                                                           | マーティン・オルソン                         |
| 1995年11月18日           | Shell Shock                                      | マーティン・オルソン                               | マーティン・オルソン、ブレア・ピーターズ、ティモシー・ビョークランド                           | ブレア・ピーターズ                           |
| 1995年11月18日           | The Big Hunt                                     | ジェレミー・クレイマー                             | ジェレミー・クレイマー、ブレア・ピーターズ、ティモシー・ビョークランド                         | ブレア・ピーターズ                           |
| 1995年11月18日           | News Blues                                       | ジェレミー・クレイマー                             | ジェレミー・クレイマー、マーティン・オルソン、ブレア・ピーターズ                               | ブレア・ピーターズ                           |
| 1995年11月18日           | Wet Paint                                        | マーティン・オルソン                               | マーティン・オルソン、ティモシー・ビョークランド                                               | ティモシー・ビョークランド                   |
| 1995年11月18日           | Copycat                                          | Michael Ouweleen                                   | Michael Ouweleen、ポール・ヴェスター                                                           | ポール・ヴェスター                           |
| 1995年2月2日             | Phony Phelix                                     |                                                    | Mark Evanier                                                                                   | Chris Moeller                                |
| 1995年2月2日             | Star Trash                                       |                                                    | Mark Evanier、クリスチャン・ローマン、Craig Kellman                                            | クリスチャン・ローマン                       |
| 1995年2月2日             | Surreal Estate                                   |                                                    | Mark Evanier、ダグ・ローレンス                                                                 | ダグ・ローレンス                             |